# Wieringermeer
Wieringermeer es un antiguo municipio de la provincia de Holanda Septentrional, en el centro-oeste de los Países Bajos. El 1 de enero de 2009 contaba con 12.611 habitantes repartidos en una superficie de  307,76 km² (de las cuales 112,81 km² corresponden a agua). Limita al norte con Wieringen, al oeste con Anna Paulowna y al sur con Niedorp, Opmeer y Medemblik.
En 1350, una marea ciclónica inundó para siempre el vecino pueblo de Gonsende (o Gawijzend). Los restos submarinos han sido hallados.

## Centros de población
- Kreileroord
- Slootdorp
- Middenmeer
- Wieringerwerf